# Estrilda thomensis
L'astrilde fianchirossi (Estrilda thomensis Sousa, 1888) è un uccello passeriforme della famiglia degli Estrildidi.

## Descrizione

### Dimensioni
Misura fino a circa 11 cm di lunghezza. 

### Aspetto
L'aspetto di questi uccelli, nel complesso, è molto simile a quello degli affini codaceto e astrilde grigia, con livrea di colore prevalentemente grigio ardesia e banda nera che forma una mascherina facciale, oltre al codione rosso e alla coda nera: in essi tuttavia anche i fianchi sono rossi (come intuibile dal nome comune della specie), e nei maschi anche la groppa assume questa colorazione, cosicché in questi uccelli esiste un dimorfismo sessuale evidente. In ambedue i sessi gli occhi sono bruni, le zampe di color carnicino-nerastro ed il becco nero con base rossiccia.

## Biologia
L'astrilde fianchirossi è un uccello diurno che vive in coppie o gruppetti familiari, generalmente composti da 6-8 individui ma che possono contarne anche una trentina. L'attività di questi uccelli comincia all'alba e termina circa un'ora prima del tramonto con l'abbeverata ed il bagno presso una fonte d'acqua, mentre le ore centrali della giornata vengono passate a riposarsi al riparo dalla calura del sole e le restanti ore vengono spese alla ricerca di cibo.

### Alimentazione
L'alimentazione di questi uccelli si basa su piccoli semi, in particolare quelli ancora immaturi delle graminacee: essa viene integrata anche con altri alimenti, sia di origine vegetale (germogli, bacche) che animali (termiti e piccoli insetti volanti)

### Riproduzione
Il comportamento riproduttivo di questa specie è ancora poco conosciuto: in base ai dati raccolti finora si ritiene che la stagione riproduttiva cada nei mesi di novembre e dicembre, e che le modalità e la tempistica della riproduzione e dell'allevamento della prole non differiscano significativamente da quelle tipiche degli estrildidi.

## Distribuzione e habitat
L'astrilde fianchirossi occupa un areale sorprendentemente ristretto in rapporto alle specie congeneri, che comprende la fascia costiera a cavallo fra l'Angola meridionale e la Namibia settentrionale: le popolazioni settentrionali tendono a migrare a sud durante la stagione secca.
L'habitat di questi uccelli è rappresentato dalle aree fluviali con foresta a galleria, composta in massima parte da acacie e alberi farfalla.